# Rosalba Morales
Rosalba Estela Morales del Águila (Cartagena, 14 de noviembre de 1998) es una levantadora de pesas colombiana.
Compite en la categoría de 55 kilogramos, desde los 12 años de edad en el departamento de Bolívar y desde 2021 está radicada en Ibagué junto a su pareja el Boxeador Belmar Preciado con la que tiene un hijo, por lo que representa al departamento del Tolima.

## Logros internacionales
Rosalba Morales ganó dos medallas de plata y un bronce en el Campeonato Mundial de Halterofilia de 2022. Además, ganó la medalla de oro en la misma categoría en los Juegos Sudamericanos de 2022. también gana dos medallas de oro en los Juegos Centroamericanos y del Caribe San Salvador 2023